# Нина Кесиди
Нина Кесиди је измишљени лик у НБЦ-овој криминалистичкој драми Ред и закон који је тумачила Милена Говић. Кесидијева је једина детективка која је била један од глаавних ликова у изворној серији током седамнаесте сезоне. Ортак јој је био детектив Ед Грин (Џеси Л. Мартин).
Говићева се пре улоге Кесидијеве појавила као Женева у епизоди "Мана" у шеснаестој сезони. Појавила се у укупно 22 епизоде.

## О лику
На почетку седамнаесте сезоне објашњено је да је детективка Кесиди пребачена на 27. испоставу након пуцњаве у козметичком салону, што је довело до тога да јој је штампа наденула надимак "Детективка краљица лепоте". Наредне епизоде откриле су да је њен лик рођен у Квинсу у Њујорку, а потиче из породице полицајаца. Њен брат Џими служио је у 97. испостави.

## У серијиРед и закон
Улазак лика Нине Кесиди створио је у тренутку напетост унутар 27. испоставе. Питања детективског искуства и пола постали су средиште за њен стаж у серији док се она борила са перцепцијама својих сарадника, надређених и штампе. Готово одмах, на њу се гледало као на особу са мање искуства од својих сарадника детектива Одељења за убиства, а њено унапређење у Одељење за убиства доживљавано је као случајност након њене важне пуцњаве у козметичком салону. На крају је добила надимак „Детективка краљица лепоте“, што ју је живцирало и дало тон многим сукобима који су уследили у серији.
На почетку седамнаесте сезоне дошло је до готово тренутне напетости са њеном шефицом, поручницом Анитом ван Бјурен (Ш. Епата Меркерсон), која је навела да је већ имала „ручно одабрану“ замену за детектива Џоа Фонтану (Денис Фарина), много старијег и искуснијег детектива. Током сезоне, чини се да је Ван Бјуренова прихватила Кесидијеву као детективку, бар све до завршнице сезоне "Породични час", током које су старе напетости поново изрониле на површину. Кесидијева је прекинула испитивање тако што је изгубила живце и извређала осумњиченог који је био близу признања. Осумњичени је био бесан до те мере да ју је гађао столицом лажно огледало. Ван Бјуренова ју је казнила због непрофесионалног понашања чак и након осам месеци на том послу чиме је указала да Кесидијева ипак неће имати будућност у Одељењу за убиства у 27. полицијској испостави. Док се опорављала од своје грешке дајући снажан наступ за тужилаштво, Кесидијева више није била лик у серији на почетку осамнаесте сезоне, а заменио ју је детектив Сајрус Лупо. Није дато никакво објашњење за одлазак Кесидијеве и она се више није ни појављивала нити је помињана.
Друга мања питања која су се појавила током сезоне док је Кесидијева била у серији су породична лоза и род. Откривено је да је лик Кесидијеве ирског порекла када јој је осумњичени поверовао да је Јеврејка и искористио антисемитске псовке против ње током испитивања. На улици, Кесидијева је покренула тему родног профилисања, објашњавајући Грину да би, ако би била на улици касно у ноћ и видела три црнца у пубертету како јој прилазе, прешла на другу страну улице. Међутим, она је нијансирала своје мишљење додајући Грину, Афроамериканцу, да полицији не би требало бити дозвољено да зауставља саобраћај искључиво на основу његова рода.